# Козловська Ганна Яківна
Ганна Яківна Козловська (нар. 1895, місто Вишній Волочок Тверської губернії, тепер Тверської області, Російська Федерація — 1970, місто Москва, Російська Федерація) — радянська та профспілкова діячка, робітниця, відповідальний секретар ЦК Спілки бавовнопрядильників, член ВЦВК. Член Комісії радянського контролю при РНК СРСР у 1934—1938 роках.

## Життєпис
Народилася в родині прядильника-мюльника. З 1903 по 1904 рік навчалася у Вишньо-Волоцькій початковій школі.
З листопада 1904 по березень 1908 року — учениця швейної майстерні Платонової в Санкт-Петербурзі.
У березні 1908 — липні 1918 року — кравчиня, банкоброшниця Охтинської бавовнопрядильної мануфактури, бавовнопрядильної фабрики акціонерного товариства «Джеймс Бек», Невської бавовнопрядильної мануфактури, бавовнопрядильної фабрики «Відродження» в Санкт-Петербурзі (Петрограді). Брала активну участь у робітничих страйках. З лютого 1917 року — член комітету старост, голова ревізійної комісії бавовнопрядильної фабрики «Відродження» в Петрограді.
У липні 1918 — вересні 1923 року — член правління, член президії, відповідальний секретар, заступник завідувача відділу, завідувач бюро безробітних і бюро скарг Петроградської губернської ради профспілки текстильників. Одночасно в 1919 році — працівник воєнного продовольчого бюро, закупівельної комісії та відділу економіки праці.
Член РКП(б) з 1919 року.
У вересні 1923 — листопаді 1925 року — голова фабрично-заводського комітету ткацької та фарбувальної фабрики імені Желябова тресту «Петротекстиль» у Петрограді (Ленінграді).
У листопаді 1925 — червні 1927 року — помічник директора Ленінградської бавовнопрядильної фабрики «Рівність». Одночасно з 1926 по 1927 рік навчалася на трирічних вечірніх курсах червоних директорів у Ленінграді.
У червні 1927 — серпні 1929 року — директор Ленінградської бавовнопрядильної і ниточної фабрики «Радянська зірка».
У серпні 1929 — березні 1931 року — голова Ленінградської обласної ради профспілки текстильників.
У березні 1931 — березні 1934 року — відповідальний секретар ЦК Спілки бавовнопрядильників у Москві.
У березні 1934 — серпні 1937 року — уповноважена Комісії радянського контролю при РНК СРСР по Івановській промисловій області.
У серпні 1937 — лютому 1938 року — в.о. завідувача Бюро скарг Комісії радянського контролю при РНК СРСР. 28 лютого 1938 року звільнена із роботи в Комісії радянського контролю при РНК СРСР.
З березня по липень 1938 року не працювала, проживала в Москві.
У липні 1938 — жовтні 1939 року — керуюча справами, в жовтні 1939 — жовтні 1940 року — юрист із регресивних позовів Московського міського відділу соціального забезпечення.
З жовтня 1940 по листопад 1941 року — на пенсії в Москві, з листопада 1941 по березень 1942 року — на пенсії в Кірові, з березня по грудень 1942 року — на пенсії в Москві.
У грудні 1942 — лютому 1946 року — надомниця Московської міської спілки споживчої кооперації.
З лютого 1946 року — на пенсії в Москві. З липня 1957 року — персональний пенсіонер республіканського значення в Москві.
Померла в 1970 році в Москві.